# Битва на Німані
Битва на Німані — остання велика битва радянсько-польської війни 1919—1921, відбулась протягом 20—26 вересня 1920 року. В ході бою польські війська остаточно довершили розгром Західного фронту РСЧА, що призвело до поразки у війні Радянської Росії.

## Осінній наступ Війська Польського
Осінній наступ 1920 року ознаменував собою низку польських перемог. 20 серпня, після ігнорування наказів главковерха Каменєва командарм 1-ї кінної армії Семен Будьонний рушив на допомогу Західному фронту. Через Сокаль армія вдарила в напрямку Замостя і Грубешева, щоб потім, через Люблін вийти у тил польського ударного угруповання, що наступало на північ. Однак основні сили Західного фронту на той час були вже розбиті. Назустріч 1-й Кінній рушили вивільнені з-під Варшави резерви польського Генштабу (під загальним командуванням генерала Владислава Сікорського). А слідом за нею з Рави-Руської на Замостя виступили генерал Станіслав Галлер з 13-ю дивізією піхоти (одна з частин львівського гарнізону) і 1 дивізія кавалерії полковника Юліуша Руммеля.

## Битва біля Комарова
31 серпня 1920 року поблизу Комарова відбулася найбільша після 1813 кінна битва. 1-ша Кінна армія вступила в бій з 1-ю дивізією кавалерії. Попри величезну перевагу в чисельності (20 полків, 70 ескадронів, всього 7000 шабель — проти 6 полків, 2000 шабель), армія Будьонного зазнала жорстокої поразки, втративши вбитими понад 4000 чоловік. У Руммеля втрати становили близько 500 бійців і 700 коней.

## Битва на Німані

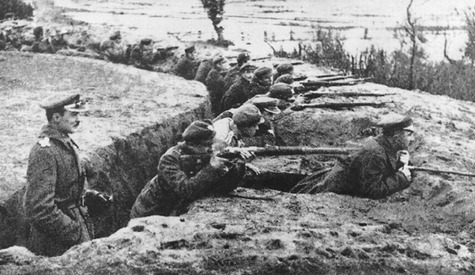
Польські війська в окопах поблизу Німана

На 21 вересня польські війська повністю знищили всі три армії Південно-Західного фронту. Тепер єдиною боєздатною силою Червоної армії у війні залишилися вцілілі частини Західного фронту. А тим часом ще 26 серпня Михайло Тухачевський закріпився на лінії річок Німан — Щара — Свіслоч, використовуючи при цьому як другий рубіж оборони потужні німецькі укріплення, що залишилися з Першої світової війни. Західний фронт поступово відновився після поразки і на нього все ще покладалися великі надії. Безперервним потоком з глибини Росії до Тухачевського надходили свіжі підкріплення і озброєння. Крім того, в армію повернулися понад 30 тисяч осіб з числа інтернованих у Східній Пруссії. Поступово Тухачевському вдалося майже повністю відновити бойовий склад фронту, хоча моральний дух армії був зломлений. На 1 вересня фронт мав у своєму розпорядженні 73 тисячі бійців при 220 гарматах. За наказом Каменєва Тухачевський готував новий наступ.

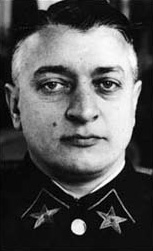
Михайло Тухачевський

10 вересня у своїй брестській штаб-квартирі Юзеф Пілсудський зустрівся з командувачами 3-ї і 4-ї армій і виклав їм свій план наступу: потужною атакою на Гродно і Валківськ зв'язати основні сили противника у той час, як ударна група 2-ї армії через територію Литви вийде в глибокий тил передових частин Червоної Армії, що тримають оборону на Німані. 12 вересня Тухачевський віддав наказ про наступ на Влодаву і Берестя південним флангом Західного фронту, що включав 4-ю (зібрану із залишків Мозирської групи) і 12-у армії. Однак цей наказ був перехоплений і розшифрований польською радіорозвідкою. У той же день раптовим ударом поляки прорвали оборону 12-ї армії і здобули Ковель. Це поставило під загрозу оточення все південне угруповання Західного фронту. 4-та і 12-та армії в спішному порядку почали відступ на схід. За ними змушені були відійти і правофлангові частини 14-ї армії.

### Бої за Гродно

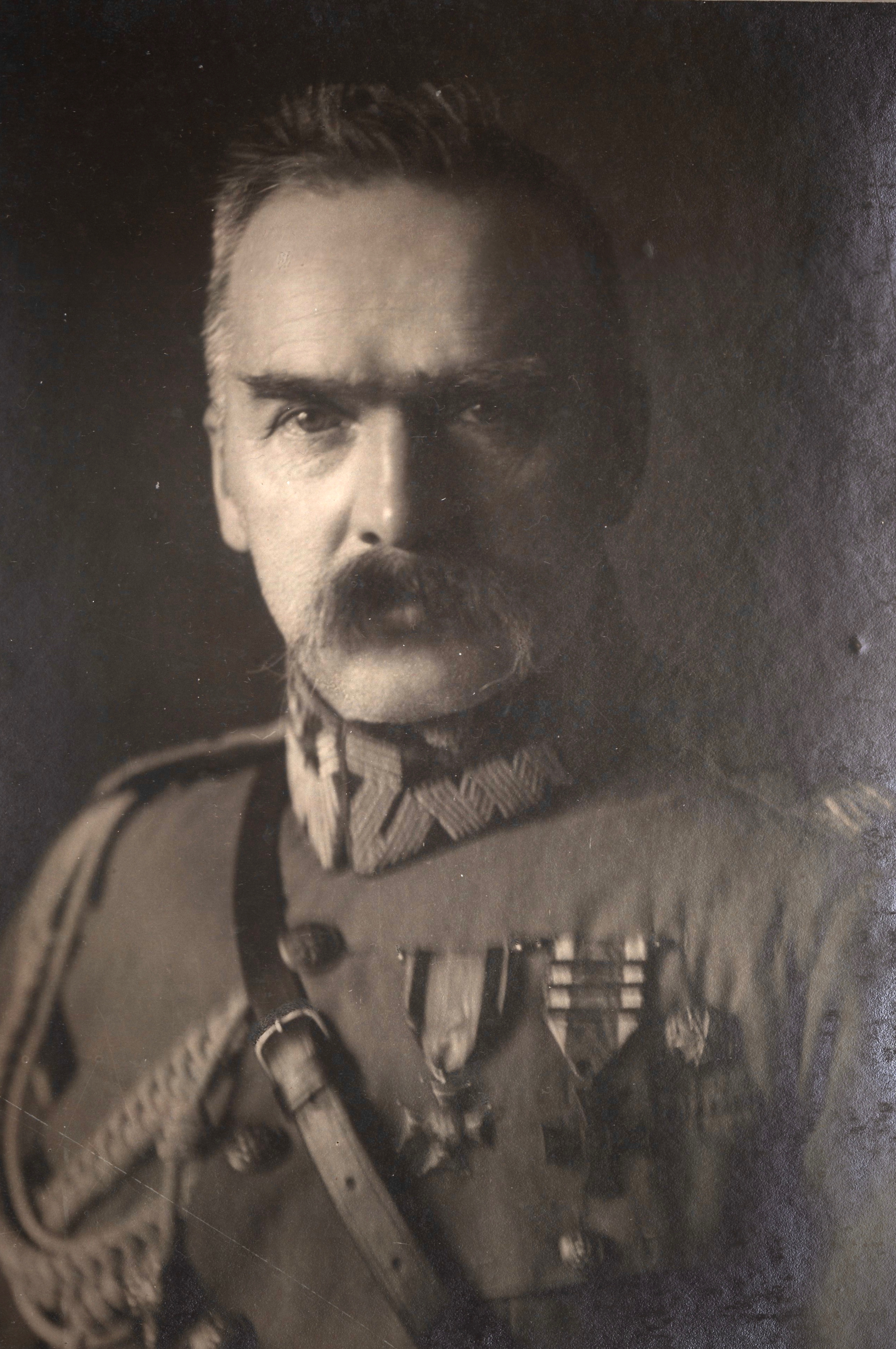
Юзеф Пілсудський

20 вересня 1920 року 21-ша Гірська дивізія генерала Анджея Галиці і 22-га Добровольча дивізія полковника Адама Коца завдали удару по північному флангу Західного фронту. Удар припав по позиціях 5-й і 6-ї стрілецьких дивізій, що захищали підступи до Гродно. Одночасно, на південному фланзі почався наступ 3-й ДП Легіонів на позиції 11-й і 6-ї стрілецьких дивізій. Перші польські атаки увінчалися успіхом. Противник був відкинутий з позицій, а два полки повністю знищені. Однак, незабаром, за наказом Тухачевського під Гродно стали підтягуватися резерви 3-ї армії, яка перейшла в контратаку 22 вересня. Сили були приблизно рівні: проти 19 000 багнетів і 124 гармат поляків діяли 20 000 багнетів і 100 гармат Червоної армії. Зав'язалися запеклі і важкі бої. Одні й ті ж позиції по кілька разів переходили з рук в руки. Прорвати польську оборону військам Тухачевського не вдалося. Однак, і плани наступ 2-ї армії зазнали невдачі. Тим не менше, основні сили Західного фронту на центральній ділянці були скуті.
Тим часом, польська ударна обхідна група прорвала слабку оборону литовського кордону і рушила на Друскінінкай. Після декількох годин перестрілки і атаки ескадрону 211-го полку уланів був захоплений міст Німан. Піхота, що йшла за кавалерією, остаточно придушила слабкий опір литовських військ. Пройшовши литовські землі, ударна обхідна група знову вийшла на польську територію.

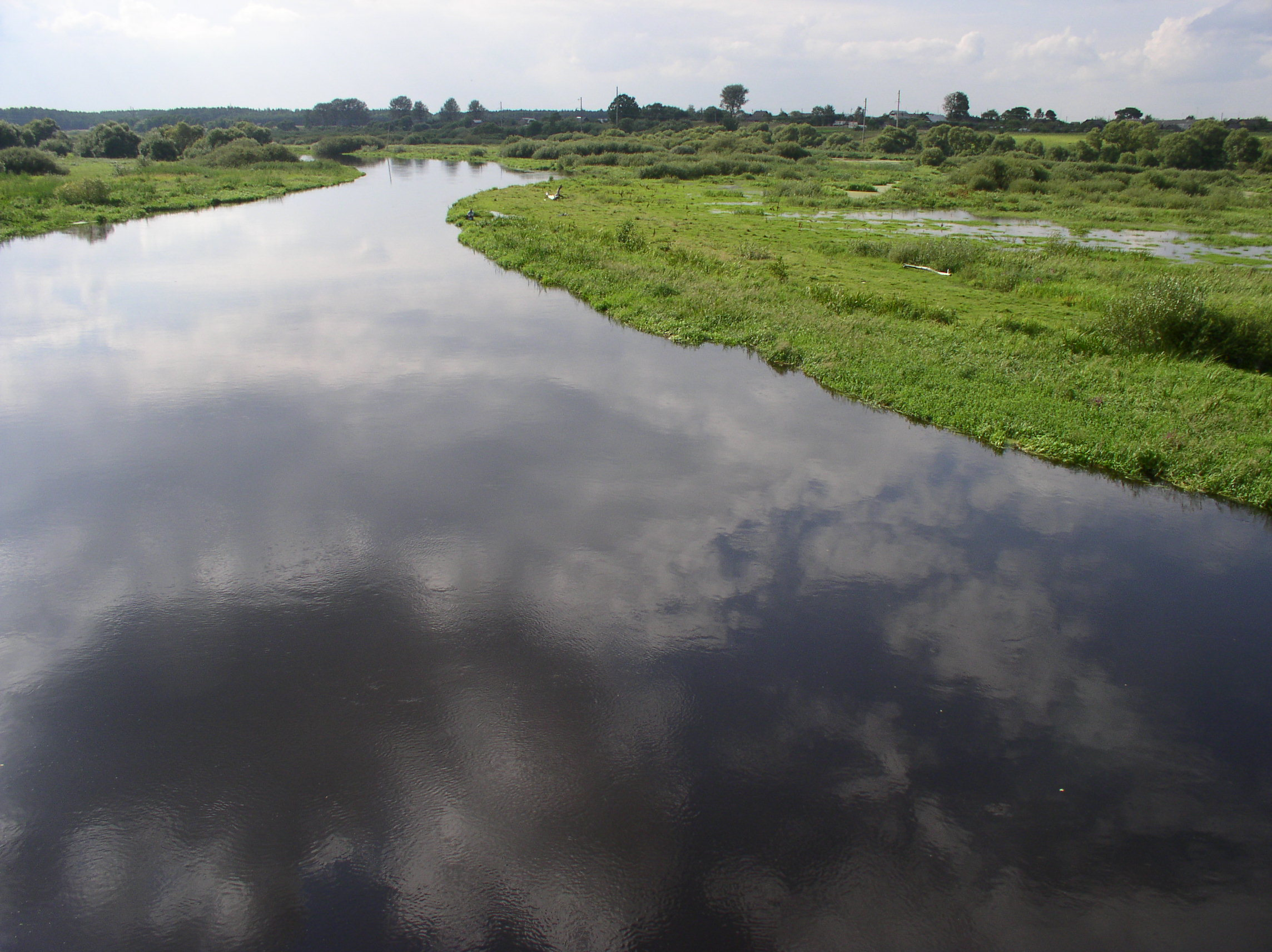
Річка Свіслоч

Увечері 23 вересня 205-й полк піхоти майора Бернарда Монда (зі складу 22-ї Добровольчої дивізії) прорвався до Німану біля села Гожа на північ від Гродно, захопив міст, перейшов річку і повернув на місто. Втім, успіх полку не було використано в належній мірі, оскільки повідомлення про нього штаб 22-ї дивізії отримав тільки через добу. У цей самий час на південному фланзі в бій вступила 4-а польська армія, ударна група генерала Владислава Юнга, що знаходиться в її складі, прорвала фронт і незабаром вступила в Валківськ. Польський наступ на південній ділянці Західного фронту став цілковитою несподіванкою для Михайла Тухачевського, який вважав, що противник повністю зосередився на Гродненському напрямку і не має сил для проведення наступальних дій на інших ділянках. У спішному порядку до Валківська були перекинуті 56-а стрілецька бригада з гродненського ділянки, а також 27-та стрілецька дивізія.
У ніч на 24 вересня радянські війська відбили Валківськ. Однак, перекидання 56-ї бригади значно послабило Гродненський напрямок, на який, за наказом командувача, стали надходити додаткові резерви. Вранці 24 вересня в штаб Західного фронту надійшло повідомлення про те, що польська обхідна група розбила литовців, зайняла міст у Друскенніках і загрожує тилам 3-ї армії. У штабі вважали, що поляки рухаються на Гродно. Замішання посилював той факт, що серед останніх опинився і 205-й полк майора Бернарда Монда з 22-ї Добровольчої дивізії, який ще зовсім недавно перебував у складі фронтального ударного угруповання. Для нейтралізації загрози 3-ї армії до Друскенніків були вислані 2-а і 21-а стрілецькі дивізії. При цьому в штабі Західного фронту не врахували можливість маневру польських військ.
25 вересня настав перелом в Німанській битві. Натиск польських військ на Гродно посилювався з кожною хвилиною. Щоб відрізати 3-й армії шляхи до відступу, Пілсудський наказав ударній групі рухатися швидким маршем на Ліду і взяти її. У цей же день командарм 3-ї армії Володимир Лазаревич отримав повідомлення про те, що польські підрозділи діють в тилу армії на значно більшій глибині, ніж це припускали. Після консультації з Тухачевським командарм віддав наказ про відступ армії на Ліду. Такий же наказ щодо всього Західного фронту передав у війська і сам Тухачевський. Уночі проти 26 вересня 22-га польська Добровольча дивізія увірвалася в Гродно і продовжила свій марш на схід. На південь від Гродно третя дивізія піхоти Легіонів форсувала Німан. Вся лінія фронту стала зміщуватися на схід.

### Розгром 3-ї армії РСЧА
Увечері 25 вересня маршал Пілсудський віддав наказ 2-й і 4-й арміям про заходи по припиненню відходу військ Західного фронту. Найголовніше завдання припало на долю ударної групи, яка повинна була замкнути кільце навколо Ліди і затримати відступаючу 3-ю армію і змусити її згорнути на Барановичі. Тим часом, 4-а польська армія, взявши Барановичі, мала відсікти шляхи відходу 15-ї і 16-ї армій. План був сміливим, але досить ризикованим. Розтягнута ударна група у складі двох дивізій піхоти і двох бригад кавалерії — 10 тис. багнетів і 2,5 тис. шабель — вступала в бій з 3-ю армією, яка налічувала понад 21 тис. Багнетів і 1,6 тис. шабель. Увечері 26 вересня взятий в полон 1-й ДП Легіонів начальник зв'язку 21-ї стрілецької дивізії РСЧА повідомив подробиці про відступ 3-й армії і марш своєї дивізії. Завдяки цій інформації, 1-а ДП Легіонів за підтримки 2-ї БК атакувала на марші 21-ю дивізію у Радуні і, завдавши їй серйозні втрати, змусила змінити маршрут руху.
В цей час у лісі Кривавий Бор відбулась тригодинна битва між двома полками Литовсько-Білоруської дивізії з відступаючими на схід 5-й і 6-ю стрілецькими дивізіями РСЧА. У повній темряві, збившись біля своїх командирів невеликими групами, солдати безладно стріляли, билися прикладами і багнетами, абсолютно не бачачи противника. У цьому кривавому і нерівному бою обидва польських полки зазнали важких втрат і відступили. В цілому ж у цей день поляки взяли в полон більше 1000 червоноармійців і значну частину артилерії 3-ї армії. Оперативний контроль над 3-ю армією був втрачений. Штаб Лазаревича втік до Ліди разом з командармом, залишивши підпорядковані йому дивізії напризволяще.
26 вересня партизанський загін Станіслава Булак-Балаховича числом близько 1000 шабель раптовим ударом захопив Пінськ і розташований у ньому штаб 4-ї армії в повному складі за винятком командарма, взявши при цьому 5 тисяч полонених, 100 кулеметів, чотири вагони з військовим спорядженням і боєприпасами, а також два бронепоїзди. Це викликало втечу червоноармійців у північно-східному напрямку. Фактично 4-та армія перестала існувати, як бойова одиниця. У жовтні в Пінську влаштувався штаб добровольчої армії генерала Балаховича.
Тим часом, 1-ша дивізія піхоти Легіонів завдала сильного удару по Ліді, знову звернувши у втечу Лазаревича з його штабом. Цього разу командарм остаточно втратив контроль над довіреними йому дивізіями, які хоча й неорганізовано, спробували відкинути польські війська з міста. Весь день 28 вересня тривали кровопролитні бої за Ліду. Вранці місто штурмувала 5-та стрілецька дивізія РСЧА, а вдень — частини 56-ї дивізії. Близько 22 години до Ліди підійшла 21-ша стрілецька дивізія і зробила третій штурм, який також не приніс нападникам успіху. 21-ша дивізія зазнала важких втрат і повністю втратила бойовий дух. На ранок 29 вересня бій під Лідою завершилося. 3-тя армія Володимира Лазаревича була повністю розгромлена. 10 тисяч червоноармійців потрапили в полон. Поляки захопили більше 40 гармат і численні обози з амуніцією.